# Патрік Хойзінґер
Патрік Гойзінґер (14 лютого 1981) — американський актор, відомий своїми ролями в телесеріалах «Посібник подруг до розлучення», «Пліткарка», «Королівські муки» та «Абсенція».

## Раннє життя
Гойзінгер народився і виріс у Джексонвіллі, штат Флорида, де він навчався в Школі мистецтв Дугласа Андерсона. Він випускник Джульярдської школи.

## Кар'єра
Гойзінґер дебютував у драматичному фільмі незалежного періоду 2005 року «Солодка земля» в ролі молодого Ларса, а потім з'явився у фільмах «Зав’яжи жовту стрічку», «Щоденники няні» та «Чорний лебідь».
На телебаченні Гойзінґер найбільш відомий за ролями лорда Маркуса в підлітковій драмі CW «Пліткарка», де він з’явився в чотирьох епізодах у 2008 році, і Адама в «Королівських муках» телеканалу USA Network у 2010 та 2011 роках. Він також зіграв повторювану роль Макса Маккарті в першому оригінальному сценарному серіалі Bravo TV «Посібник подруг до розлучення». Серед інших телевізійних робіт: 30 Rock, The Good Wife, Law & Order: Special Victims Unit, Rescue Me, Unforgettable і Necessary Roughness.
Гойзінґер зіграв роль Ланцелота в національному турне Spamalot з 2006 по 2008 рік. У 2010 році він зіграв головну роль у бродвейській постановці наступної осені «Голі ангели», номінованої на Тоні. Інші театральні роботи включають небродвейську постановку «Наступної осені» та відродження бродвейської «Скрипаля на даху» (в ролі Фьєдки).
У 2009 році Гойзінґер знявся в комедійному веб-серіалі «Джек у коробці». У 2010 і 2011 роках він з'явився в комедійному веб-серіалі Submissions Only. У 2013 році він зіграв сюжетну арку в драматичному серіалі NBC про виживання «Революція» в ролі мисливця за головами Адама. Станом на 2015 рік він має запрошену роль в оригінальному серіалі Hulu Casual у ролі Майкла, учителя фотографії. Хойзінгер отримав роль спеціального агента Ніка Дюрана в серіалі AXN Absentia, прем'єра якого відбулася в 2017 році.

## Фільмографія

### Фільми
| рік      | Назва                    | Роль                  | Примітки       |
| -------- | ------------------------ | --------------------- | -------------- |
| 2005 рік | Солодка Земля            | Молодий Ларс          |                |
| 2007 рік | Зав'яжіть жовту стрічку  | Джо Мейсон            |                |
| 2007 рік | Щоденники няні           | Картер                |                |
| 2007 рік | Шкіра глибоко            | Джаред                | Короткий фільм |
| 2010 рік | Чорний лебідь            | Річ Гент              |                |
| 2012 рік | Віллоубрук               | Білл Хантсман         | Короткий фільм |
| 2012 рік | Білосніжка і сім фільмів | Агент                 | Короткий фільм |
| 2012 рік | Френсіс Ха               | Читайте «Патч» Краузе |                |
| 2013 рік | Причина смерті           | Хлопець у парку       | Короткий фільм |
| 2015 рік | Красиве зараз            | Аарон                 |                |
| 2016 рік | Джек Річер: Не відступай | Мисливець             |                |

### Телешоу
| Рік            | Назва                                     | Роль                              | Примітки                       |
| -------------- | ----------------------------------------- | --------------------------------- | ------------------------------ |
| 2008 рік       | Пліткарка                                 | Джеймс Шуллер / Лорд Маркус Бітон | 4 епізоди                      |
| 2009 рік       | 30 Рок                                    | Браян                             | Епізод: « Генералісимус »      |
| 2009 рік       | The Good Wife                             | Рей Деморі                        | Епізод: "Fixed"                |
| 2009 рік       | Закон і порядок: Спеціальний відділ жертв | Брейді Гаррісон                   | Епізод: "Збочений"             |
| 2010 рік       | Визволи мене                              | Стів Бертон                       | Епізод: "Повернення"           |
| 2010–2011 роки | Королівські болі                          | Адам Пірс                         | 4 епізоди                      |
| 2011 рік       | CSI: Маямі                                | Метью Шоу                         | Епізод: "Match Made in Hell"   |
| 2011 рік       | Закон і порядок: Лос-Анджелес             | Ден Ратман                        | Епізод: "Angel's Knoll"        |
| 2011 рік       | Захисник                                  | Невідомий                         | Епізод: "Крила"                |
| 2011 рік       | Необхідна шорсткість                      | Кеш Карсон                        | Епізод: "Losing Your Swing"    |
| 2011 рік       | Друзі з перевагами                        | Остін                             | 2 епізоди                      |
| 2011 рік       | Незабутній                                | Дін                               | Епізод: «Подружився»           |
| 2013 рік       | Революція                                 | Адам                              | 3 епізоди                      |
| 2013 рік       | Кістки                                    | Мартін Проктор                    | Епізод: «Жінка зі списку»      |
| 2013 рік       | Замок                                     | Реймонд Венс                      | Епізод: "Шан номер один"       |
| 2014–2017 роки | Посібник для подруг щодо розлучення       | Макс                              | 11 серій                       |
| 2015 рік       | від А до Я                                | Джей                              | Епізод: "M is for Meant to Be" |
| 2015 рік       | Повсякденний                              | Майкл Карр                        | 7 епізодів                     |
| 2017–2020 роки | Заочний                                   | Нік Дюран                         | Головна роль                   |

### Інтернет
| рік            | Назва               | Роль          | Примітки                         |
| -------------- | ------------------- | ------------- | -------------------------------- |
| 2009 рік       | Джек в коробці      | скромний      | Епізод: "Актор Альфа"            |
| 2010–2011 роки | Лише подання        | Ерік Генніган | 4 епізоди                        |
| 2014 рік       | Письменницький блок | Елі           | Епізод: "Flirting with Disaster" |

### Відео ігри
| рік      | Назва            | роль      | Примітки                                                     |
| -------- | ---------------- | --------- | ------------------------------------------------------------ |
| 2016 рік | Квантовий розрив | Ліам Берк | Голос, продуктивність захоплення руху та ролики повного руху |

## Зовнішні посилання
- Патрік Хойзінґер на сайті IMDb (англ.)
- Патрік Хойзінґер на сайті Internet Broadway Database (англ.)
- Патрік Хойзінґер на Internet Off-Broadway Database